# Jan Kilkens
Jan Kilkens (Nijmegen, 25 oktober 1966) is een Nederlands voormalig voetballer en huidig voetbalcoach.
Kilkens kwam uit de jeugd van N.E.C waarvoor hij op 5 april 1986 debuteerde in de thuiswedstrijd tegen FC Den Bosch. Hij brak niet door en speelde drie seizoenen in Duitsland voor SC Kleve 63 en één in België voor Royal Antwerp FC voor hij bij SC Heracles '74 kwam waar hij in 1992 zijn profloopbaan besloot. Vervolgens speelde hij voor De Treffers.
Nadien werd hij trainer en hij had in Duitsland lang het tweede team van Kleve en SV Hönnepel-Niedermörmter onder zijn hoede. In 2011 ging hij naar Dijkse Boys waar hij in december van dat jaar opstapte om van januari tot maart 2012 weer kortstondig terug te keren. Voor het seizoen 2016/17 volgde hij Wim Wouterse op als trainer van Viktoria Goch.